# Ischoren

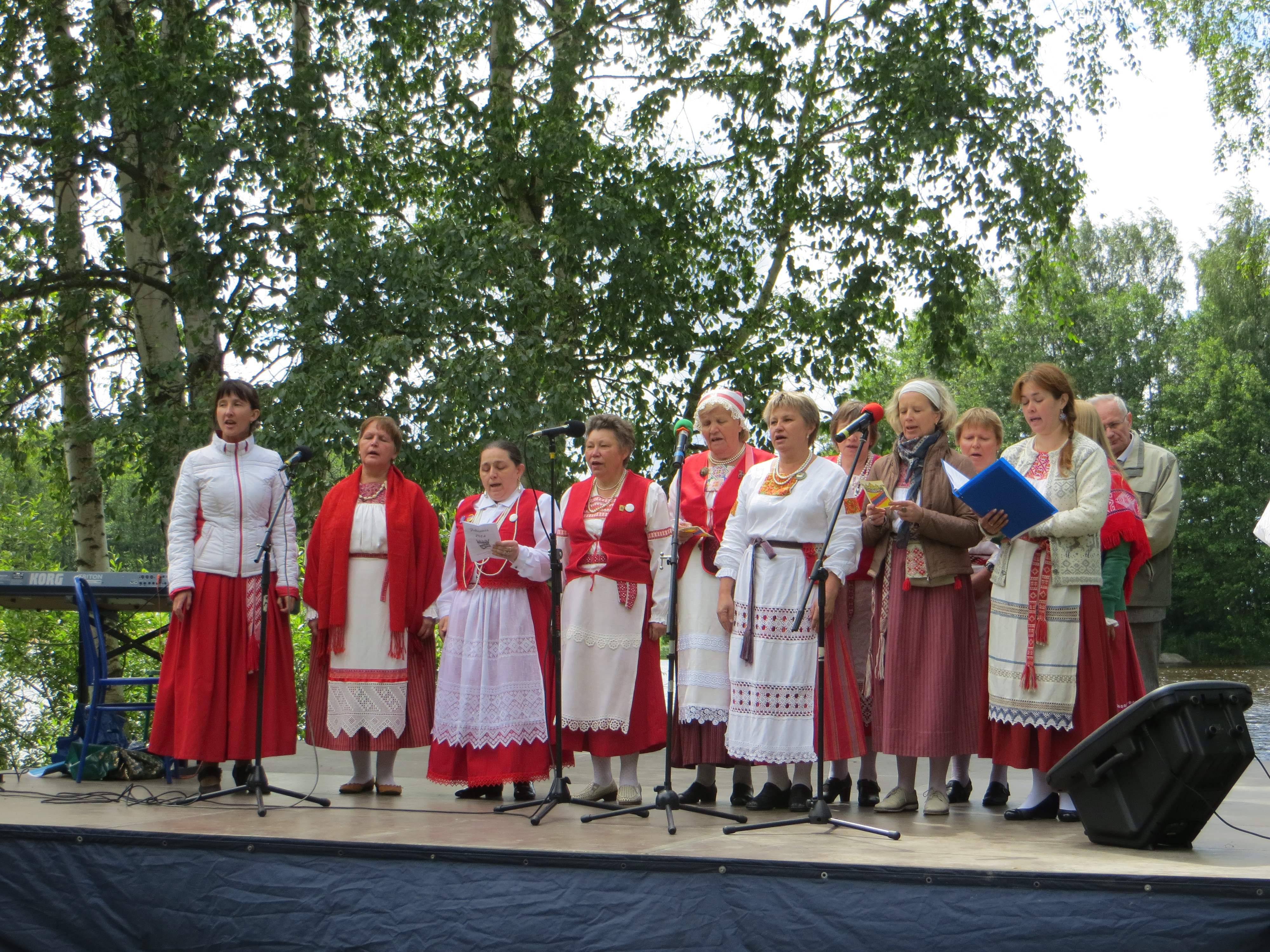
Tracht der Ischoren

Die Ischoren oder Ingrier (Eigenbez.: Ingry, Inkeriot, Isurit) gehören zu den Finno-Ugriern. Sie leben in den Rajonen Lomonossow und Kingissepp in der Oblast Leningrad, der historischen Landschaft Ingermanland sowie Estland. Die Bevölkerungszahl lag 1989 bei 820. Nur 36,8 % beherrschten noch die ischorische Sprache. Sie gehört zur nördlichen Gruppe der ostseefinnischen Sprachen. Literatursprache ist Russisch. Die Ischoren sind orthodoxe Christen.

## Bezeichnungen
Gelegentlich werden auch die lutherischen Finnen im Ingermanland als Ingrier bezeichnet, richtiger sind für diese Volksgruppe die Bezeichnungen „Ingermanländer“ und „Ingermanlandfinnen“. Im Finnischen werden die Ischoren inkerikot genannt, die Ingermanlandfinnen inkeriläiset oder inkerinsuomalaiset.  

## Geschichte
Die Ischoren wanderten um 1100 aus Südkarelien nach Ingermanland, einer Region um das spätere Sankt Petersburg, ein, wo sie zunächst im Bereich des Newazuflusses Ischora (Iskera) siedelten und einheimische Finno-Ugrier, insbesondere Teile der Woten, integrierten. Sie bildeten einen Teil der tschudischen (finnischsprachigen) Bevölkerung des Nowgoroder Fürstentums bzw. der mittelalterlichen Republik Nowgorod. 1228 wurden die Ischoren (Ischora) als Gebiet und Volksstamm in russischen Chroniken erwähnt. Mit der Unterwerfung Nowgorods durch Iwan III. Ende des 15. Jahrhunderts kamen sie unter die unmittelbare Herrschaft Moskaus. Im frühen 16. Jahrhundert hatten sich nach umstrittenen Schätzungen etwa 70.000 Ischoren bereits dem christlichen Glauben zugewandt; sie gehörten zur orthodoxen Kirche. Mehr als ein Jahrhundert lang, bis zum Ende des Großen Nordischen Krieges 1721, war das Land der Ischoren schwedisch. Die evangelischen Finnen stellten am Ende dieses Zeitraums die Bevölkerungsmehrheit im Gebiet. Nach der russischen (Rück-)Eroberung setzte sich der Prozess der Russifizierung der Ischoren fort, der auch viele Aspekte der Kultur einschloss. 1897 gab es noch 21.700 Ischoren, bis 1926 war ihr Zahl sogar auf 26.137 gewachsen.
Nach der Oktoberrevolution 1917 in Russland wurde zunächst eine Schriftsprache für die Ischoren geschaffen, und etwa 20 Bücher erschienen bis zur Mitte der 1930er Jahre. Dann wurde die Schriftsprache wieder abgeschafft und die neu entstandenen Schulen geschlossen. Der Zweite Weltkrieg stellte einen schwerwiegenden Einschnitt dar. Nach Finnland geflohene oder evakuierte Ischoren mussten ausgeliefert werden und wurden bis 1956 deportiert. Seit dieser Zeit hat äußerer Druck offenbar zur Aufgabe ischorischer Identität durch die Mehrheit der ursprünglich ischorischen Bevölkerung geführt. 1959 wurde ihre Zahl nur noch mit 1.026 angegeben.